# Why Girls Go Back Home

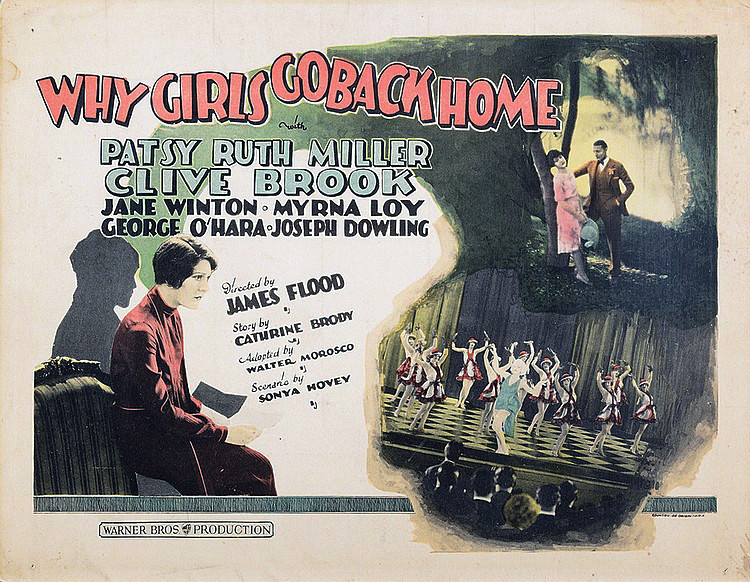
Carte promotionnelle du film

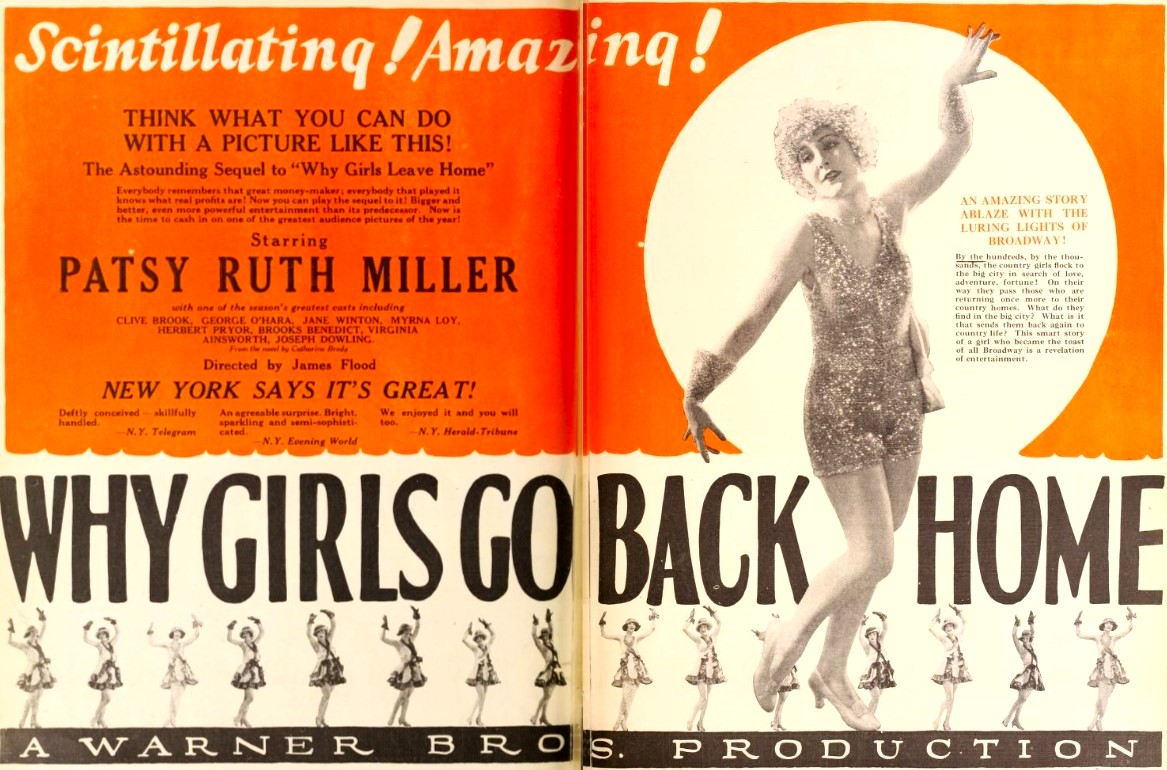
Annonce pour le film dans Motion Picture News.

Why Girls Go Back Home est un film américain réalisé par James Flood, sorti en 1926.

## Fiche technique
- Réalisation : James Flood
- Scénario : Sonya Hovey, Walter Morosco d'après une histoire de Catherine Brody
- Production : Warner Bros.
- Photographie : Charles Van Enger, Frank Kesson
- Durée : 60 minutes (6 bobines)[1]
- Date de sortie :
  - États-Unis : 1er mars 1926

## Distribution
- Patsy Ruth Miller : Marie Downey
- Clive Brook : Clifford Dudley
- Jane Winton : Model
- Myrna Loy : Sally Short
- George O'Hara : John Ross
- Joseph J. Dowling : Joe Downey
- Virginia Ainsworth : Crook in Badger Game
- Brooks Benedict : Crook in Badger Game
- Herbert Prior : Crook in Badger Game